# Marquesado de Ríoflorido
El marquesado de Ríoflorido es un título nobiliario español creado el 21 de febrero de 1794 por el rey Carlos IV y concedido, con el vizcondado previo de Medón, en favor de Francisco Viudes y Maltés de Vera, caballero de la Orden de Montesa.

## Marqueses de Ríoflorido
|                        | Titular                           | Periodo                |
| Creación por Carlos IV | Creación por Carlos IV            | Creación por Carlos IV |
| ---------------------- | --------------------------------- | ---------------------- |
| I                      | Francisco Viudes y Maltés de Vera | 1794-¿?                |
| II                     | José Viudes y Gardoqui            | 1846-¿?                |
| III                    | Adrián Viudes y Girón             | 1879-1904              |
| IV                     | Juan Viudes y Pascual de Riquelme | 1906-1943              |
| V                      | Jesús Viudes y Fontes             | 1983-1984              |
| VI                     | Jesús Viudes de Carlos            | 1986-2022              |
| VII                    | Jesús Viudes Cobos                | 2023-actual titular    |

## Historia de los marqueses de Ríoflorido
- Francisco Viudes y Maltés de Vera (Orihuela, 14 de septiembre de 1758-Madrid, c. 18 de febrero de 1936), I marqués de Ríoflorido, miembro de la Compañía de Guardiamarinas (1774), teniente de fragata (1775 y 1779), alférez de navío y teniente de la Compañía de los Batallones de Marina (1777), caballero de la Orden de Montesa (1779), capitán de fragata y capitán de navío (1794), ministro del Consejo de Hacienda y de la Junta General de la Moneda (1794).[2]

Casó el 24 de mayo de 1794, en Madrid, con Josefa Gardoqui y Doneta (n. 1769), hija de Diego María Gardoqui y Brígida y su esposa Josefa Ramona de Orueta. El 28 de abril de 1846 le sucedió su hijo:
- José Viudes y Gardoqui Maltés de Vera y Orueta (n. 3 de septiembre de 1799), II marqués de Ríoflorido, caballero superanumerario de la Orden de Carlos III (1846).[3]

El 7 de abril de 1879 le sucedió su hijo:
- Adrián Viudes y Girón (Madrid, 1844-14 de febrero de 1904), III marqués de Ríoflorido, diputado a Cortes.[5]

Casó en 1866, en primeras nupcias, con Trinidad Pasqual de Riquelme y Palavicino.
Casó, en segundas nupcias, con Delfina Guirao Girada.
Casó, en terceras nupcias, con Amparo Pasqual de Riquelme.
En junio de 1906 le sucedió, de su primer matrimonio, su hijo:
- Juan Viudes y Pascual de Riquelme (Murcia, 7 de agosto de 1871-Beniaján, Murcia, 27 de septiembre de 1943), IV marqués de Ríoflorido.[6]

Casó el 20 de marzo de 1897, en Río-Florido, con Amparo Fontes Pasqual de Riquelme (1879-1971), hija de Jesús Fontes Rossique y de Amparo Pasqual de Riquelme y Palavicino. El 15 de febrero de 1984, tras solicitud cursada el 14 de septiembre de 1979 (BOE del día 25 de ese mes) y orden del 19 de julio de 1983 (BOE del 27 de septiembre), le sucedió, por rehabilitación, su hijo:
Rehabilitado en 1983
- Jesús Viudes y Fontes (2 de octubre de 1912-27 de junio de 1984), V marqués de Ríoflorido.

El 10 de diciembre de 1986, tras solicitud cursada el 18 de junio de 1986 (BOE del día 27) y orden del 1 de septiembre del mismo año para que se expida la correspondiente carta de sucesión (BOE del día 25), le sucedió su hijo:
- Jesús Viudes de Carlos, VI marqués de Ríoflorido.

Sucedió su hijo:
- Jesús Viudes Cobos, VII marqués de Ríoflorido.[11]